# Nodo tecnologico
In elettronica, il nodo tecnologico è uno dei parametri più comunemente utilizzati per descrivere e confrontare le tecnologie di fabbricazione dei circuiti integrati. Si tratta della minima distanza che separa due linee di interconnessione (si può anche vedere come la metà della distanza fra celle vicine in un chip contenente memoria DRAM). Negli ultimi decenni si è avuta una riduzione della minima distanza tra nodi di diversi ordini di grandezza, in particolare negli anni '70 il nodo tecnologico medio era di circa 10 micrometri, mentre nel 2020 è possibile trovare realizzazioni a 5 nanometri.
La riduzione della distanza minima porta diversi vantaggi:
- È possibile impacchettare più dispositivi in un medesimo chip, aumentando la complessità delle funzioni realizzate;
- Più è piccolo il nodo tecnologico, più piccola è la lunghezza di canale dei dispositivi MOS, i quali tendono a commutare più velocemente e con minor dispendio energetico.